# نوئنو
نوئنو (به اسپانیایی: Nueno) یک منطقه مسکونی و شهرداری در اسپانیا است که در استان اوئسکا واقع شده‌است. نوئنو ۱۴۷٫۲ کیلومتر مربع مساحت دارد ۷۲۶ متر بالاتر از سطح دریا واقع شده‌است.